# Moormuseum Moordorf

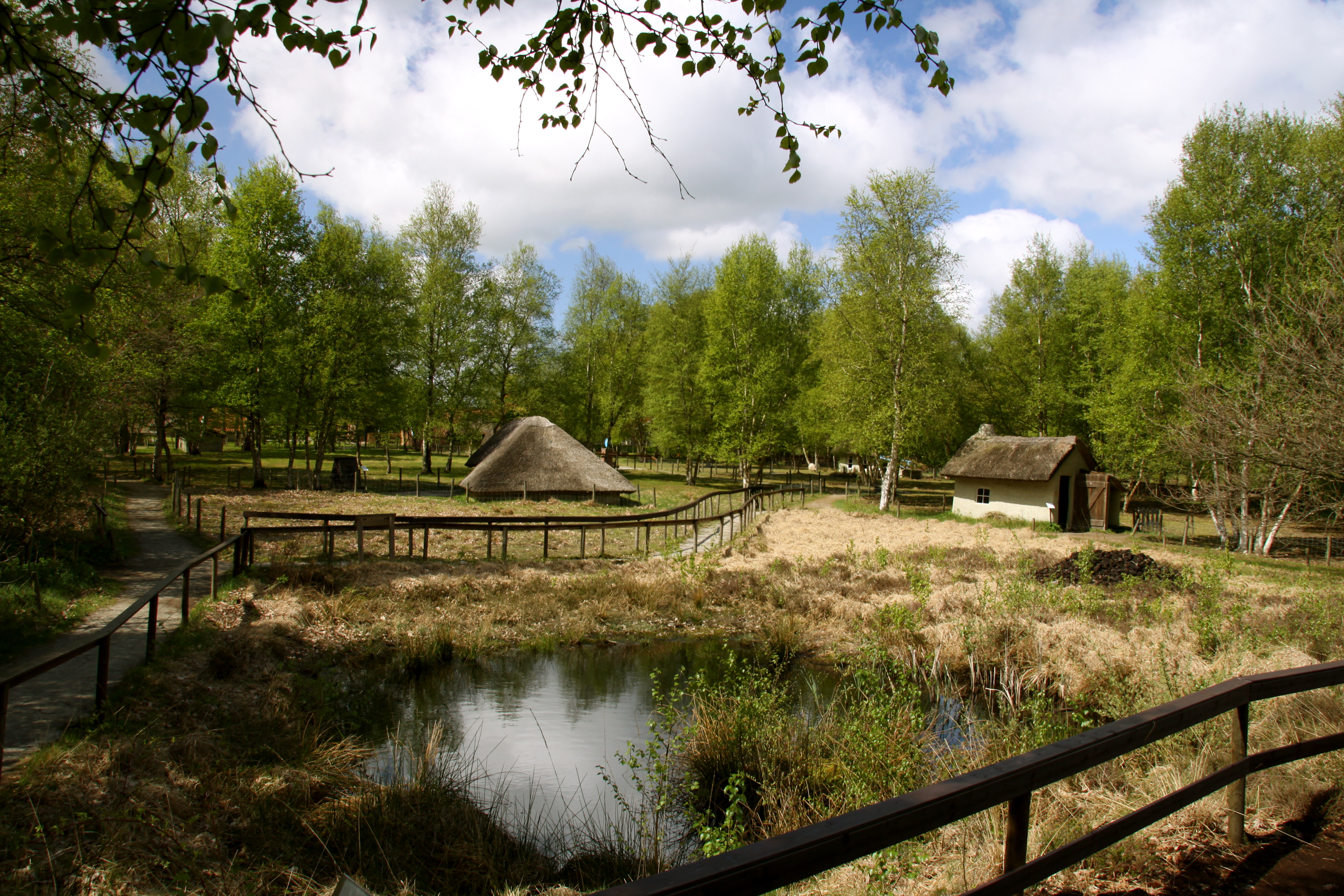
Blick über das Gelände

Das Moormuseum Moordorf ist ein ostfriesisches Freiland- und Moormuseum in Moordorf, einem Ortsteil der Gemeinde Südbrookmerland. Es zeigt die schwierige 200-jährige Entwicklungsgeschichte einer ostfriesischen Moorkolonie anhand verschiedener Behausungen, Hütten und Häusern. Das Moormuseum feierte 2018 seinen 40. Geburtstag. In der Vorsaison wurden vom Frühlingsanfang am 20. März bis Ende Oktober 2018 über 28.000 Besucher gezählt.

## Dauerausstellung

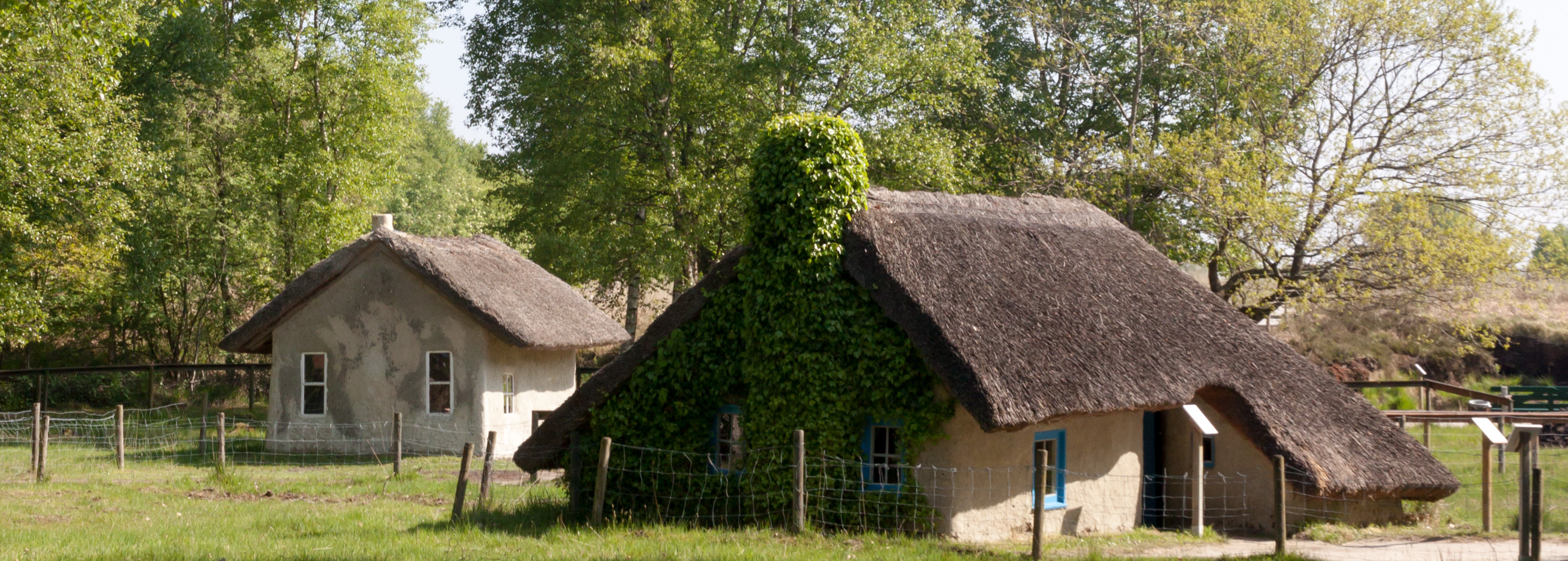
Lehmhütten im Moormuseum Moordorf

Das Freilichtmuseum befindet sich auf einer 3,2 ha großen Moorfläche, bestehend aus Leegmoor (=abgetorftes, landwirtschaftlich genutztes  Moor) sowie Hochmoor. Auf dem Gelände werden im Wesentlichen die Entwicklungsgeschichte Moordorfs sowie der Lebens- und Arbeitsbereich der Moorkolonisten beginnend mit dem Urbarmachungsedikt  Friedrich II. von 1765 dargestellt. Ein Schwerpunkt der Ausstellung liegt in der Darstellung des schwierigen Lebens der Moorkolonisten in dem Dorf, das im Gegensatz zu den Fehnkolonien weitestgehend planlos entstand. Gezeigt werden Torfabbau, Moorbrand, Handwerks- und Arbeitstechniken. Ein Bohlenweg führt über einen Hochmoorrest zu einer Aussichtsplattform. In einem Moorbiotop sind zudem moortypische Pflanzen wie Sonnentau zu sehen.
Mehrere Gebäude des 18. bis 20. Jahrhunderts wurden im Moormuseum Moordorf inzwischen wieder errichtet. Bei den Gebäuden handelt sich um originalgetreue Wiederaufbauten der Soden- und Plaggenhütten aus Torf, Lehmhäuser bzw. -hütten sowie originale Steinbauten, die hierher transferiert wurden. Sie vermitteln einen Eindruck von den armseligen Bedingungen, unter denen viele Moordorfer bis weit in das 20. Jahrhundert leben mussten, aber auch von den sozialen Unterschieden. Die letzte Lehmhütte brannte 1960 ab.
Ein gesonderter Ausstellungsbereich widmet sich der Sonnenscheibe von Moordorf.

## Geschichte

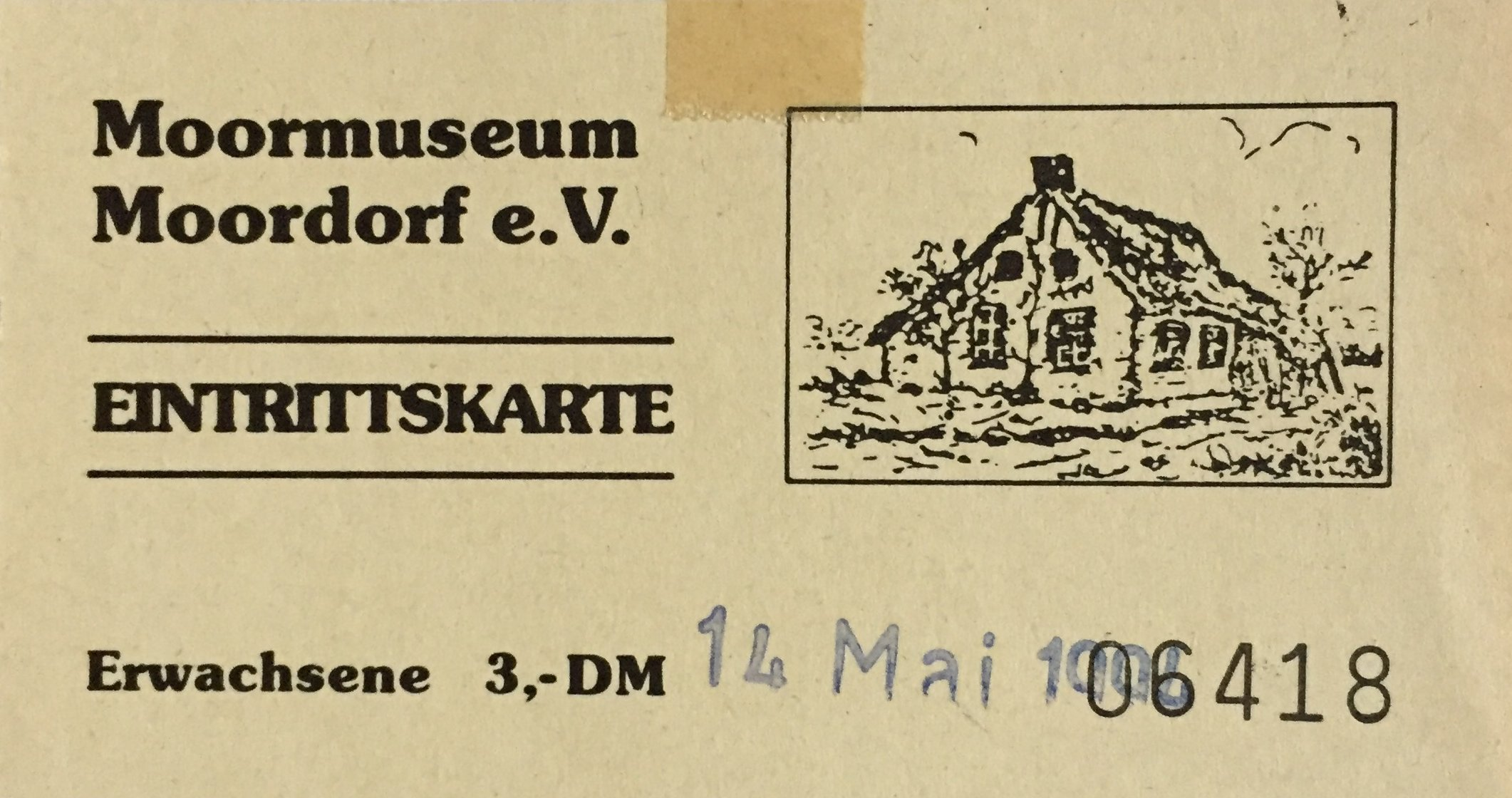
Der Eintritt betrug 1994 3,- DM

Die Planungen für das Museum begannen 1978. Es gründete sich ein Arbeitskreis, der unmittelbar mit der Suche nach einem geeigneten Grundstück begann, das in der Nähe des Hochmoores liegen sollte. Fündig wurden die Mitglieder des Arbeitskreises bei einem als Müllplatz missbrauchten Moorgelände, das schließlich gekauft wurde.  Bezahlt wurde es zur Hälfte mit Mitteln aus der Alma-Ihnen-Stiftung. Die Bezahlung der anderen Hälfte übernahm die Gemeinde Südbrookmerland. Am 9. Februar 1979 gründete sich der Verein Moormuseum Moordorf.  Dessen Mitglieder richteten das Gelände her und legten Sandwege an. 1983/84 entstand das erste Ausstellungsgebäude mit integrierter Teestube und einer Wohnung für den Museumswart.
Am 13. Juli 1984 wurde die gesamte Anlage feierlich eingeweiht und für die Öffentlichkeit zugänglich gemacht. Das Museumsdorf wird jährlich von bis zu 35.000 Personen besichtigt.
Enno Schmidt, der ehemalige Leiter der Kreisvolkshochschule in Aurich, sagte in seiner Ansprache anlässlich der Einweihungsfeier den Satz: „Das Moormuseum Moordorf ist ein Museum der Armut!“ Der Verein verzichtet weitestgehend auf Zuschüsse. Der laufende Betrieb wird über Eintrittsgelder und Mitgliedsbeiträge finanziert.